# Нижньолужицька гімназія
Нижньолужицька гімназія, повне найменування — Нижньолужицька гімназія Котбус (н. -луж. Dolnoserbski gymnazium Chóśebuz, нім. Niedersorbisches Gymnasium Cottbus) — найменування середнього навчального закладу, що знаходиться в Німеччині в місті Котбус. Єдиний середній навчальний заклад в Німеччині, в якому викладання ведеться повністю на нижньолужицькій мові.

## Історія
Сербська гімназія була заснована 1 вересня 1947 року в місті Котбус. Була заснована з ініціативи лужицького громадського діяча Фрідо Метшка. Спочатку називалася як «Serbska wuša šula» (Сербська середня школа). У перший рік навчання в гімназії навчалося 76 учнів і викладали 8 вчителів з Верхньої Лужиці. Перший випуск був в 1954 році. У 1959 році на основі школи була створена Сербська розширена середня школа (Serbska rozšyrjona wuša šula).
У 1974 році гімназії було присвоєно ім'я нижньолужицької письменниці Мар'яни Домашкойц.
В даний час в гімназії навчається близько 690 учнів.

## Відомі співробітники та випускники
- Аня Погончова (нар. 1970) — науковий співробітник Серболужицького інституту і телеведуча програми «Łužyca» на нижньолужицькій мові.
- Альфред Мешканк — викладач фізики та астрономії[1] і лужицький перекладач.
- Ма́нфред Ста́роста (нар. 1941) — нижньолужицький філолог, сорабіст, перекладач, лауреат національної серболужицької премії імені Якуба Ціішинського (2001).
- Детлеф Кобеля (1944—2018) — серболужицький композитор и музикознавець, лауреат національної серболужицької премії імені Якуба Чішинського (1978).